# Akiko Tsuboi
Akiko Tsuboi (坪井 章子 Tsuboi Akiko) es una seiyū japonesa nacida el 1 de enero de 1937 en la Prefectura de Shizuoka. Ha participado en series como Galaxy Express 999 y Saint Seiya, y películas como Nausicaä del Valle del Viento y Mobile Suit Gundam F91, entre otros trabajos. Está afiliada a Aoni Production.

## Roles interpretados

### Series de Anime
- Ana de las Tejas Verdes como la Sra. Specner
- Apache Yakyugun como Chieko
- Babel II (1973) como la madre de Yumiko
- Capitán Harlock como la Bruja Aman y la Comandante Cleo
- D'Artacán y los tres mosqueperros como la madre de D'Artacán
- Devilman como Chaco
- Dororon Enma-kun como Koharu y Miyuki Aihara
- Dragon Ball como la madre de Chuu Lee
- El osito Misha como la madre de Misha
- El Puño de la Estrella del Norte 2 como la madre de Kaiō
- El Rey Arturo como Igraine
- Galaxy Express 999 como Kanae Hoshino
- GeGeGe no Kitarō (1968) como la Sra. Yamada
- Heidi como Brígida
- Ikkyū-san como Tsubane Iyono (joven)
- Maison Ikkoku como la madre de Kozue
- Marco como la Narradora
- Ore wa Teppei como Azumi Uesugi
- Outlaw Star como Galactic Leyline
- Rascal, el mapache como la Narradora
- Ruy, el pequeño Cid como Teresa
- Saint Seiya como Natassia
- Space Battleship Yamato como la madre de Aihara, Akiko Kodai y la madre de Yuki
- Urusei Yatsura como la madre de Mendou
- Wakakusa Monogatari Yori Wakakusa no Yon Shimai como Marmee

### OVAs
- Fire Tripper como la madre de Suzuko
- Hayō no Tsurugi: Shikkoku no Mashō como Mensuran

### Películas
- Adieu Galaxy Express 999 como Kanae Hoshino
- Capitán Harlock: El Misterio de La Arcadia como la Bruja Aman
- Chibikko Remi to Meiken Kapi como Zerbino
- Galaxy Express 999 como Kanae Hoshino
- Mobile Suit Gundam F91 como Nadia Ronah
- Nausicaä del Valle del Viento como la Madre de Asbel y Lastelle
- Saint Seiya: Saishū seisen no senshi tachi como Natassia